# シーベアー
シーベアー（Seabear）は、アイスランドのインディーフォークバンド。アイスランド出身だが、基本的には英語で歌う。モール・ミュージックと契約した。

## 概要
当初はSindri Sigfussonのソロプロジェクトとして開始したが、結局は六人編成のバンドになった。
2007年、「Cat Piano」が『ネバーランド』にフィーチャーされた。

## ディスコグラフィー

### アルバム
- The Ghost That Carried Us Away（2007）
- We Built a Fire (2010)

### EP
- Singing Arc EP